# Gianni Lonzi
Gianni Lonzi, nacido en Florencia el 4 de agosto de 1938, jugador internacional italiano de waterpolo.

## Biografía
En 2009 fue incluido en el cuadro de honor del International Swimming Hall of Fame y es el actual Presidente de la Comisión Técnica de la FINA.

## Clubs
- Pro Recco ( Italia)
- Rari Nantes Camogli ( Italia)
- Rari Nantes Florentia ( Italia)

## Palmarés
Como jugador en su selección
- 4º en los juegos olímpicos de México 1968
- 4º en los juegos olímpicos de Tokio 1964
- Oro en los juegos del mediterráneo de 1963
- Oro en los juegos olímpicos de Roma 1960